# Konklave Januar 1276
Das Konklave von Januar 1276 (21.–22. Januar) war die erste Papstwahl, die nach den Regeln der Konstitution Ubi periculum von 1274 abgehalten wurde, mit der Papst Gregor X. das päpstliche Konklave begründet hatte. Gemäß Ubi periculum sollten Kardinäle sich zur Wahl in eine abgeschlossenen Bereich zurückziehen, in dem nicht einmal separate Räume zugelassen waren. Kein Kardinal durfte mehr als einen Diener haben, wenn er nicht krank war. Essen sollte durch ein Fenster geliefert werden; nach drei Tagen Dauer des Konklaves sollten die Kardinäle nur noch eine Mahlzeit pro Tag erhalten, nach fünf Tagen nur noch Wasser und Brot. Während des Konklaves sollte kein Kardinal irgendwelche kirchlichen Einnahmen erhalten. Diese Bestimmungen wurden im Ermessen der Kardinäle regelmäßig außer Acht gelassen, insbesondere das Erfordernis, ohne Kontakt zur Außenwelt zu sein.

## Wahl Innozenz’ V.
Obwohl mehrere Male zuvor päpstliche Wahlen unter den Umständen ähnlich denen von Ubi periculum beschrieben wurden (zum Beispiel, während der Papstwahl 1241 waren Kardinäle von Senator Matteo Rosso Orsini eingeschlossen worden, der nach und nach die Nahrungsmittelrationen für sie reduzierte), wurde zum ersten Mal diese Situation von der päpstlichen Verfassung förmlich gefordert. Aus diesem Grund kann das Konklave vom Januar 1276 im streng rechtlichen Sinn dieses Wortes als das erste päpstliche Konklave in der Geschichte betrachtet werden.
Am 20. Januar, zehn Tagen nach dem Tod Gregors X., versammelten sich 15 Kardinäle im bischöflichen Palast von Arezzo. Im ersten Wahlgang am folgenden Tag wählten sie einstimmig den französischen Kardinal Pierre de Tarantaise, Bischof von Ostia und Velletri, zum neuen Papst; er nahm den Namen Innozenz V. an. Er war der erste Papst aus dem Dominikanerorden.

## Wahlberechtigte
Papst Gregor XI. starb am 10. Januar 1276 in Arezzo. Zum Zeitpunkt seines Todes gab es wahrscheinlich 15 Kardinäle im Kardinalskollegium, aber nur 13 von ihnen nahmen am folgenden Konklave teil. Sieben von ihnen waren von Urban IV. ernannt worden, vier von Gregor X. und einer von Gregor XI.
| Kardinal                                       | Kardinalstitel                                          | Ernannt am        | durch        | Andere kirchliche Titel                                     | Anmerkungen                                                                       |
| ---------------------------------------------- | ------------------------------------------------------- | ----------------- | ------------ | ----------------------------------------------------------- | --------------------------------------------------------------------------------- |
| Pierre de Tarentaise, O.P.                     | Bischof von Ostia und Velletri                          | 3. Juni 1273      | Gregor X.    | Großpönitentiar                                             | Papst Innozenz V.                                                                 |
| João Pedro Julião                              | Bischof von Frascati                                    | 3. Juni 1273      | Gregor X.    |                                                             | später Papst Johannes XXI.                                                        |
| Vicedomino de Vicedominis (Guglielmo Visconti) | Bischof von Palestrina                                  | 3. Juni 1273      | Gregor X.    |                                                             | Neffe von Gregor X.                                                               |
| Bertrand de Saint-Martin, O.S.B.               | Bischof von Sabina                                      | 3. Juni 1273      | Gregor X.    |                                                             |                                                                                   |
| Simone Paltanieri                              | Kardinalpriester von Santi Silvestro e Martino ai Monti | 17. Dezember 1261 | Urban IV.    | Kardinalprotopriester                                       |                                                                                   |
| Anchero Pantaléon                              | Kardinalpriester von Santa Prassede                     | Mai 1262          | Urban IV.    |                                                             |                                                                                   |
| Guillaume de Bray                              | Kardinalpriester von San Marco                          | Mai 1262          | Urban IV.    |                                                             |                                                                                   |
| Riccardo Annibaldi                             | Kardinaldiakon von Sant’Angelo in Pescheria             | 1238              | Gregor IX.   | Kardinalprotodiakon; Kardinalprotektor des Augustinerordens | Neffe von Innozenz III.                                                           |
| Ottobono Fieschi                               | Kardinaldiakon von Sant’Adriano al Foro                 | Dezember 1251     | Innozenz IV. |                                                             | später Papst Hadrian V.                                                           |
| Uberto Coconati                                | Kardinaldiakon von Sant’Eustachio                       | 17. Dezember 1261 | Urban IV.    |                                                             |                                                                                   |
| Giacomo Savelli                                | Kardinaldiakon von Santa Maria in Cosmedin              | 17. Dezember 1261 | Urban IV.    |                                                             | später Papst Honorius IV.                                                         |
| Goffredo da Alatri                             | Kardinaldiakon von San Giorgio in Velabro               | 17. Dezember 1261 | Urban IV.    |                                                             |                                                                                   |
| Matteo Rubeo Orsini                            | Kardinaldiakon von Santa Maria in Portico               | Mai 1262          | Urban IV.    |                                                             | Neffe von Papst Nikolaus III., Sohn des Senators Matteo Rosso Orsini (siehe oben) |

Zwei Kardinäle nahmen nicht am Konklave teil; einer war von Urban IV. ernannt worden, einer von Innozenz IV.
| Kardinal                | Kardinalstitel                                   | Ernannt am        | durch        | Andere kirchliche Titel                                     | Anmerkungen                |
| ----------------------- | ------------------------------------------------ | ----------------- | ------------ | ----------------------------------------------------------- | -------------------------- |
| Simon Monpitie de Brie  | Kardinalpriester von Santa Cecilia in Trastevere | 17. Dezember 1261 | Urban IV.    | Päpstlicher Legate in Frankreich                            | später Papst Martin IV.    |
| Giovanni Gaetano Orsini | Kardinaldiakon von San Nicola in Carcere         | 28. Mai 1244      | Innozenz IV. | Generalinquisitor; Kardinalprotektor des Franziskanerordens | später Papst Nikolaus III. |